# Enclos paroissial de Pleyber-Christ
L'enclos paroissial de Pleyber-Christ est un enclos paroissial situé dans la commune de Pleyber-Christ (Finistère, Bretagne). Il inclut l'église Saint-Pierre et un ossuaire,. L'ensemble est classé monument historique en 1914.

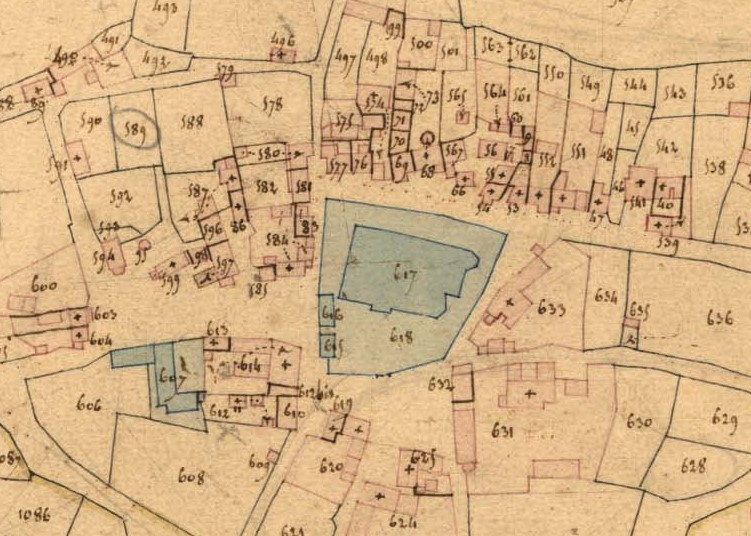
Plan de l'enclos en 1837. L'enclos a été réduit sur sa partie sud, jusqu'au niveau de l'ossuaire (616). Un autre deuxième ossuaire (615), alors la mairie, a été détruit.

## Galerie

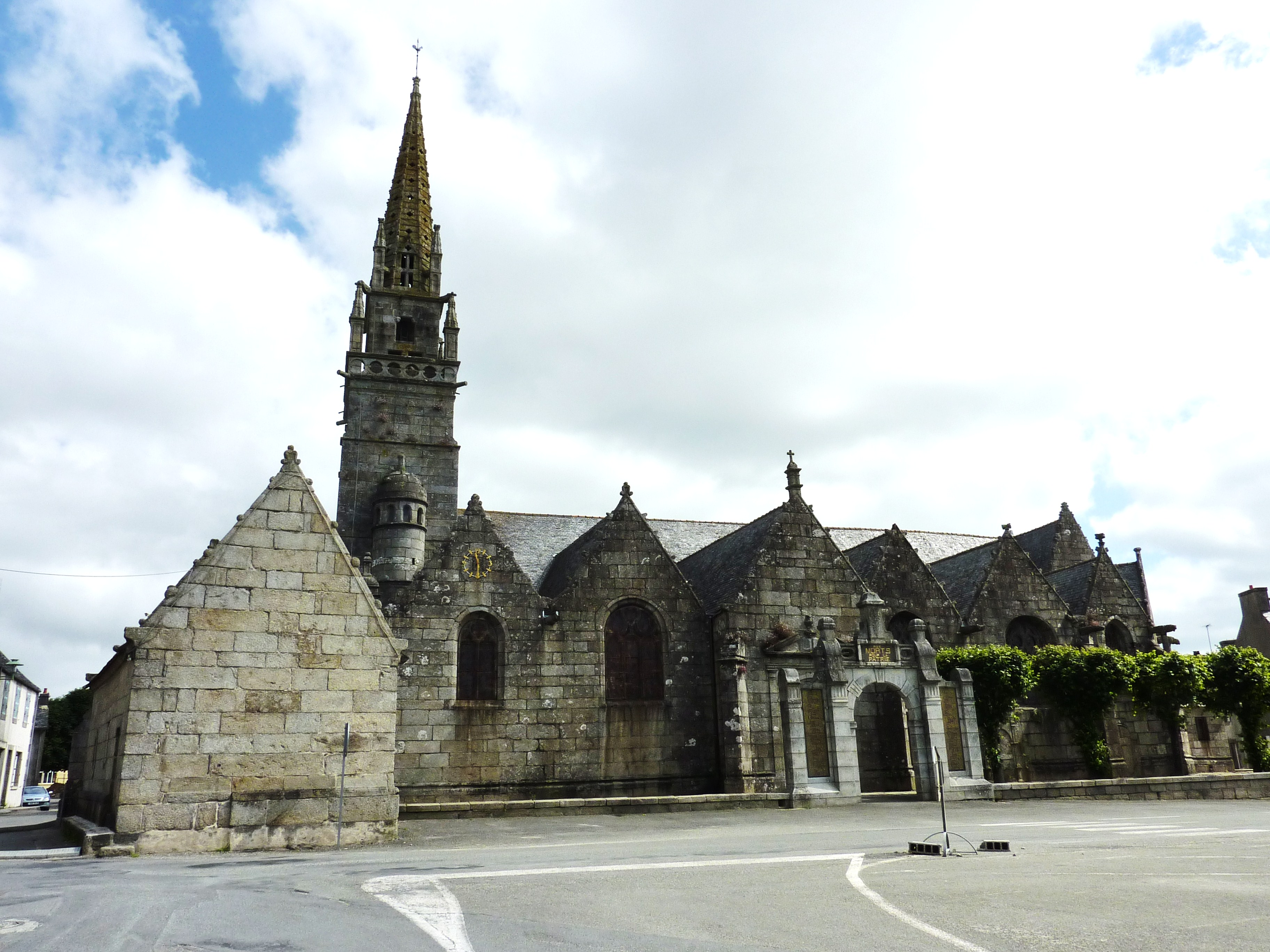
L'église.
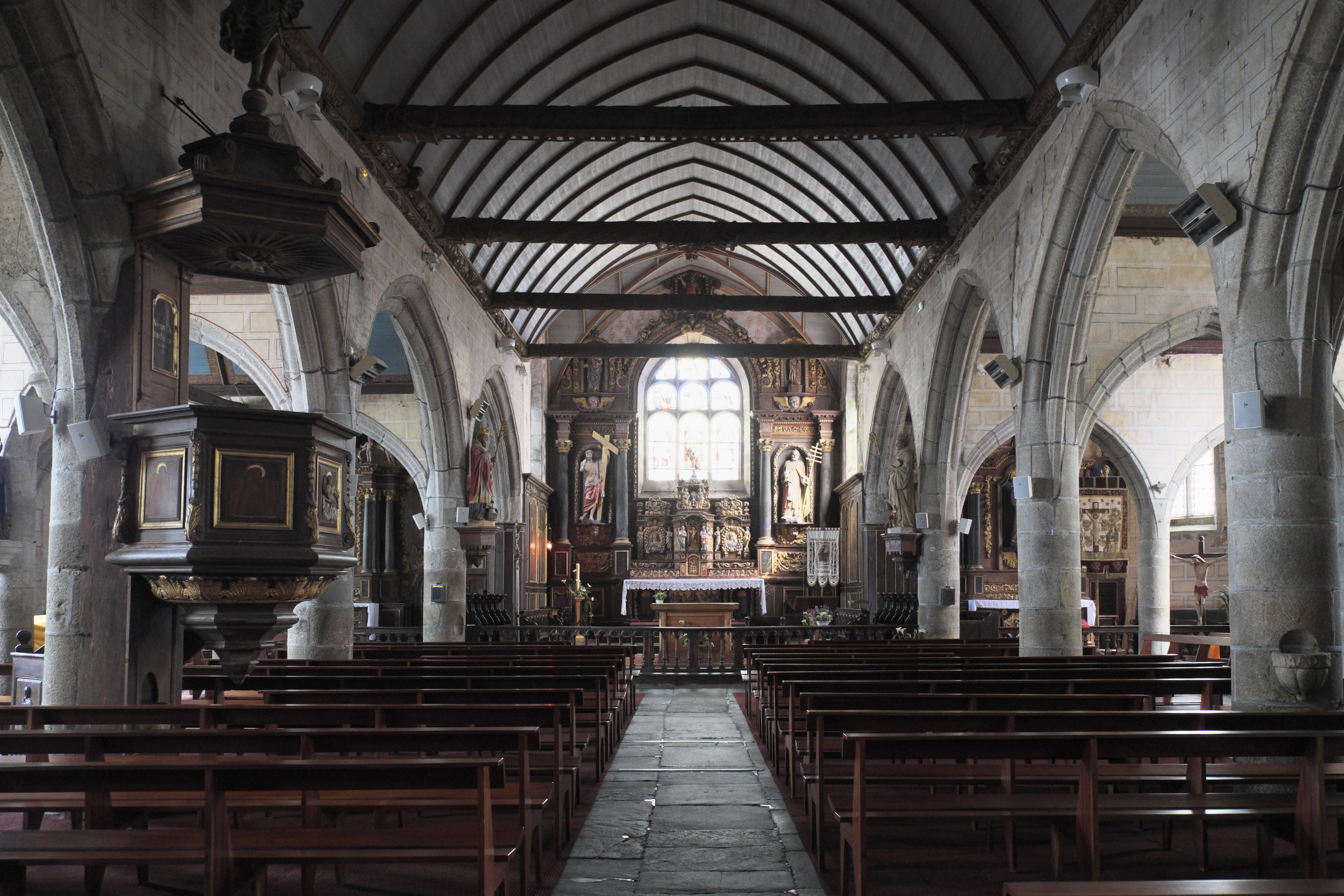
L'intérieur de l'église.
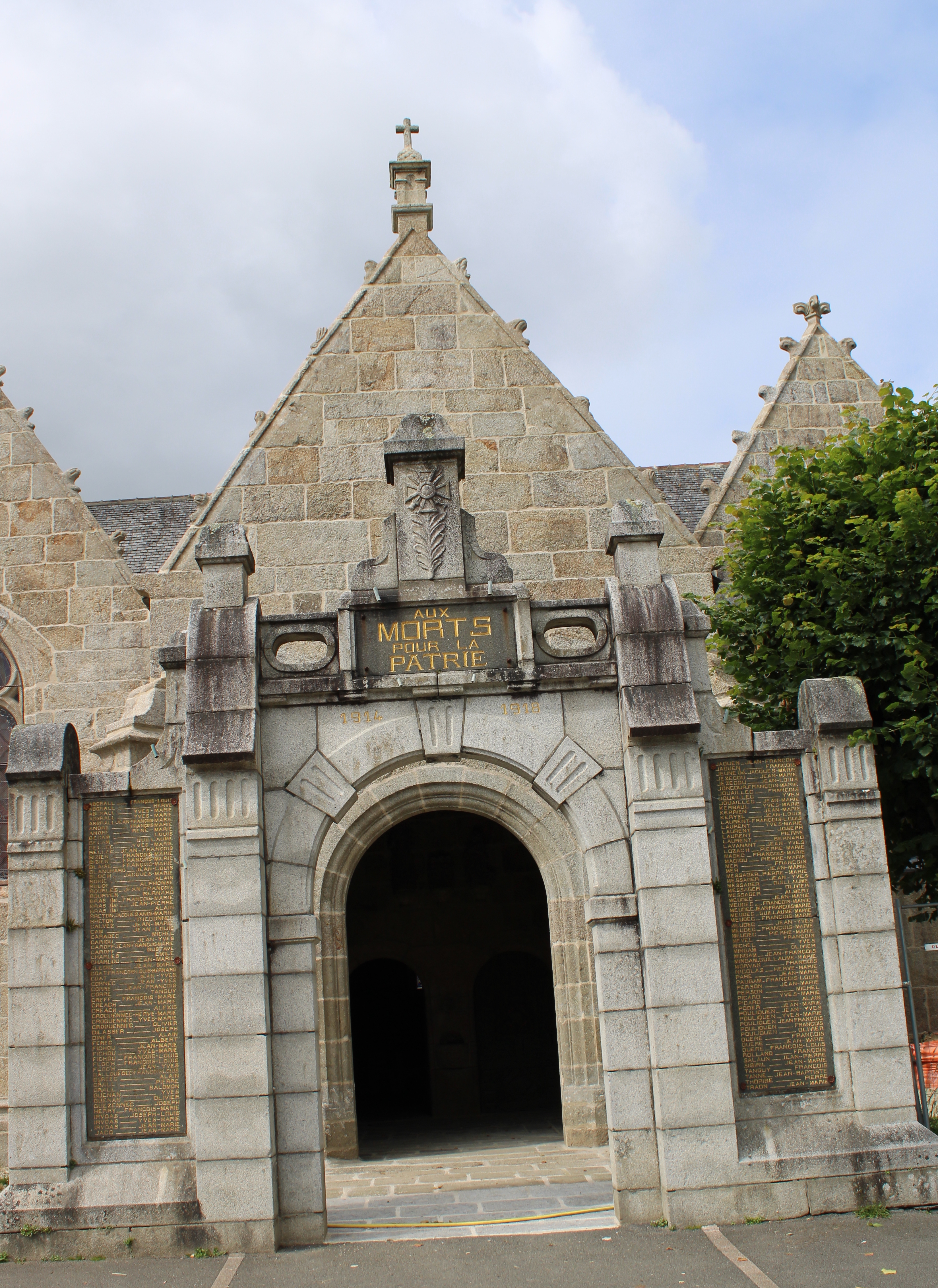
Le monument au mort en forme de porte triomphale.
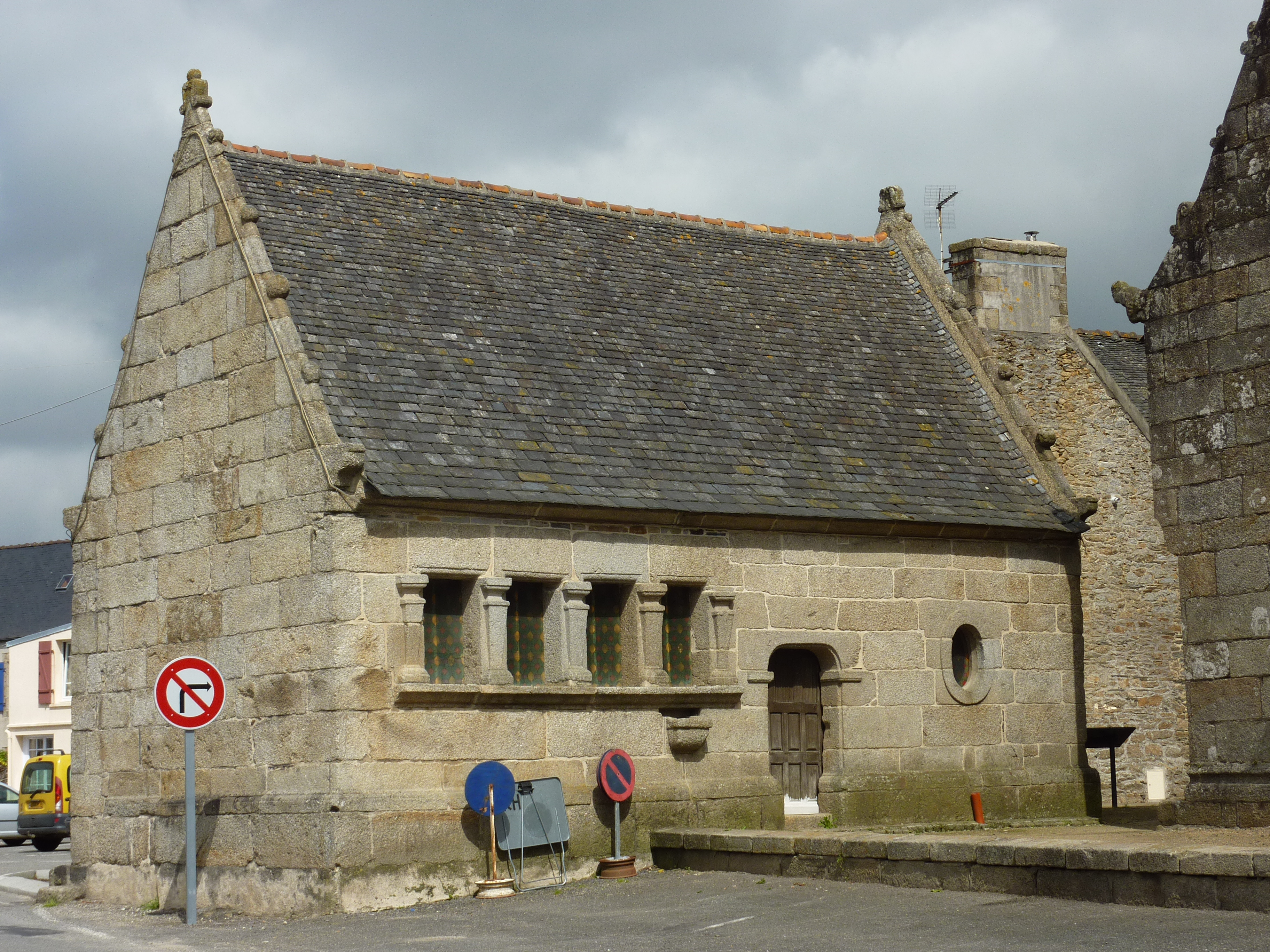
L'ossuaire.